# Kąkolewo (osada leśna w powiecie leszczyńskim)
Kąkolewo – osada leśna w Polsce położona w województwie wielkopolskim, w powiecie leszczyńskim, w gminie Osieczna.